# Unione Sportiva Audace San Michele 1941-1942
Questa voce raccoglie le informazioni riguardanti l'Unione Sportiva Audace San Michele nelle competizioni ufficiali della stagione 1941-1942.

## Rosa
| N. |                   | Ruolo | Calciatore         |
| -- | ----------------- | ----- | ------------------ |
|    | Italia (bandiera) | C     | Remigio Adami      |
|    | Italia (bandiera) | A     | Antonio Barbieri   |
|    | Italia (bandiera) | P     | Antonio Cazzanelli |
|    | Italia (bandiera) | C     | Luigi Cingolani    |
|    | Italia (bandiera) | C     | Angelo Faggiotto   |
|    | Italia (bandiera) | C     | Luigi Festi        |
|    | Italia (bandiera) | C     | D. Filippini       |

| N. |                   | Ruolo | Calciatore        |
| -- | ----------------- | ----- | ----------------- |
|    | Italia (bandiera) | P     | Fulvio Gambin     |
|    | Italia (bandiera) | D     | Oreste Godi       |
|    | Italia (bandiera) | A     | Bruno Mozzambani  |
|    | Italia (bandiera) | A     | Ettore Resi       |
|    | Italia (bandiera) | C     | Pietro Spiazzi    |
|    | Italia (bandiera) | D     | Rino Toninel      |
|    | Italia (bandiera) | D     | Antonio Trevisani |